# کابوکی‌زا

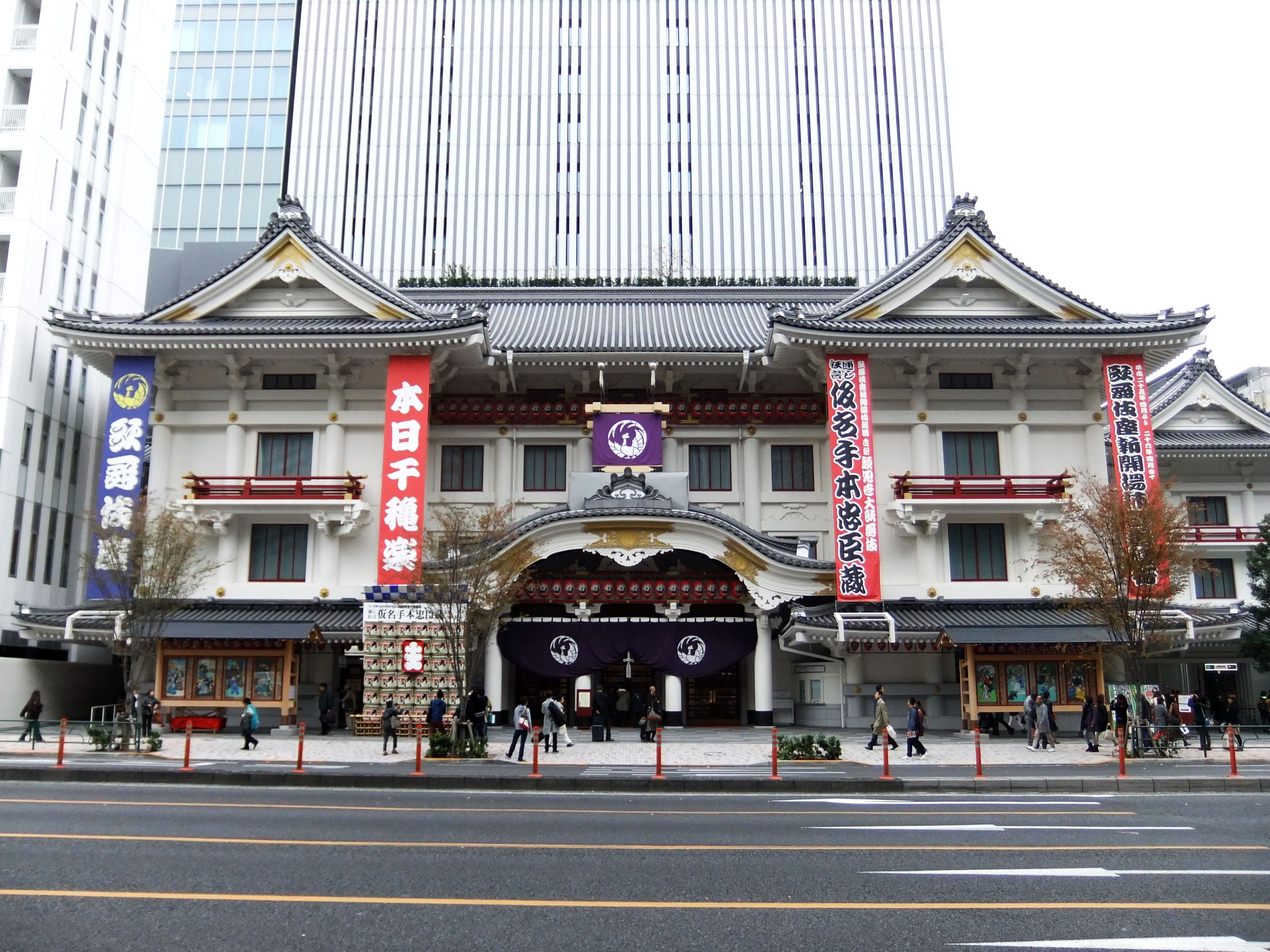
کابوکی-زا

کابوکی-زا (به ژاپنی: 歌舞伎座 Kabuki-za) در منطقه چوئو و محلهٔ گینزا واقع شده‌است.
این تئاتر در سال۱۸۸۹ میلادی ساخته شده‌است. این تئاتر به نمایش کابوکی تئاتر سنتی ژاپن اختصاص دارد.

## رسیدن به ایستگاه‌های اطراف
- ایستگاه گینزا
  -  خط گینزا تا محل تئاتر ۵ دقیقه پیاده راه است.
- ایستگاه هیگاشی گینزا
  -  خط هیبیا تا محل تئاتر ۱ دقیقه پیاده راه است.
  -  متروی توئی خط آساکوسا

## نگارخانه

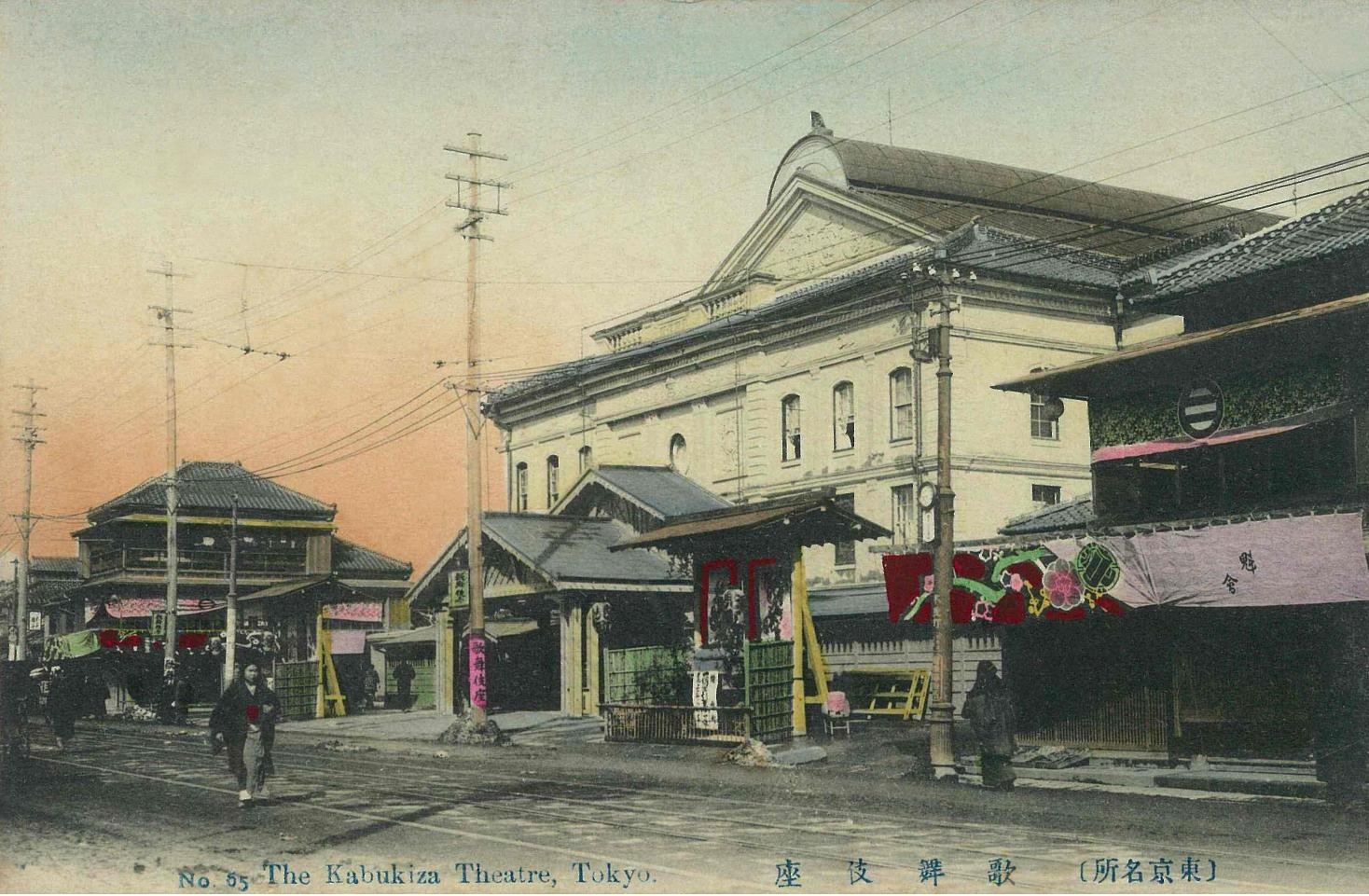
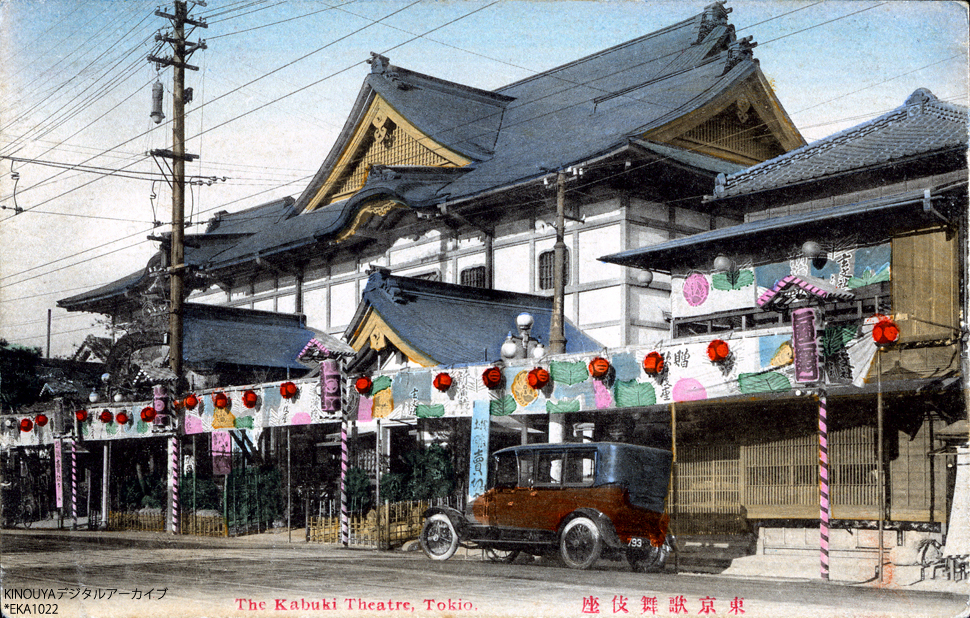
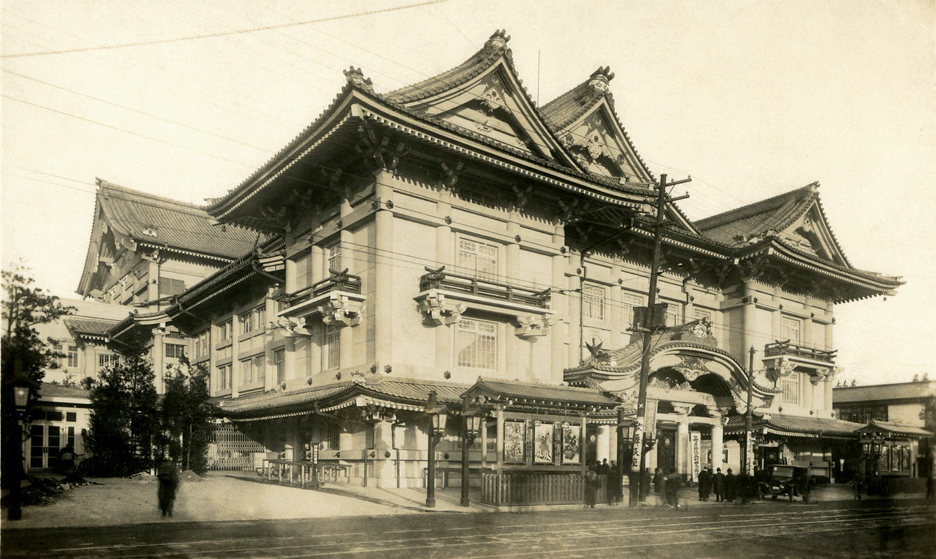
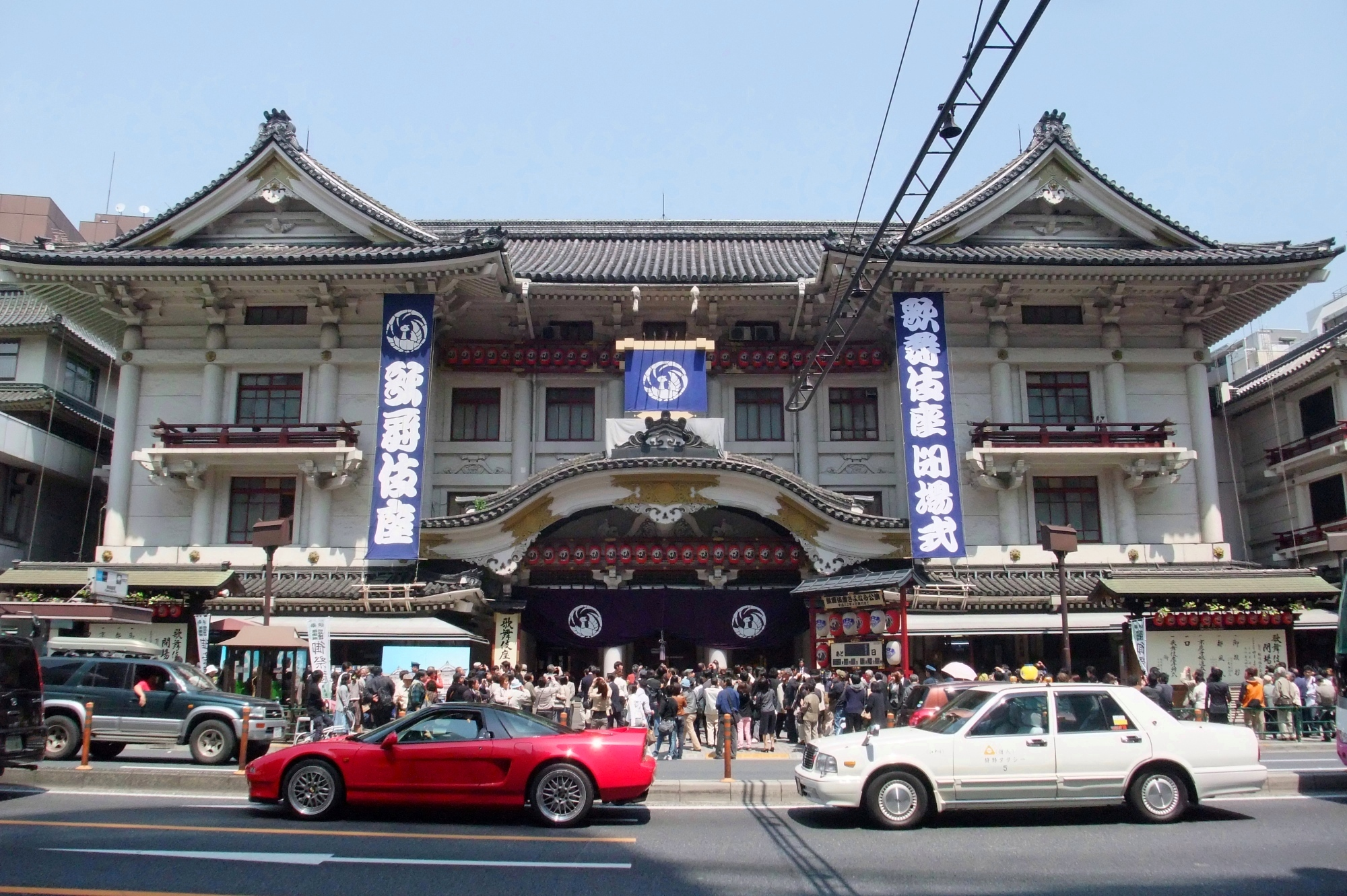